# یواس‌اس ساینا (۱۸۳۷)
یواس‌اس ساینا (۱۸۳۷) (به انگلیسی: USS Cyane (1837)) یک کشتی بود که طول آن ۱۳۲ فوت ۴ اینچ (۴۰٫۳۴ متر) بود. این کشتی در سال ۱۸۳۷ ساخته شد.